# Пьедигриджо
Пьедигриджо (фр. Piedigriggio, корс. Pedigrisgiu) — коммуна во Франции, находится в регионе Корсика. Департамент коммуны — Верхняя Корсика. Входит в состав кантона Голо-Морозалья. Округ коммуны — Корте.
Код INSEE коммуны — 2B220.

## Население
Население коммуны на 2008 год составляло 136 человек.
| 1962 | 1968 | 1975 | 1982 | 1990 | 1999 | 2008 |
| ---- | ---- | ---- | ---- | ---- | ---- | ---- |
| 89   | 108  | 102  | 119  | 99   | 124  | 136  |

## Экономика

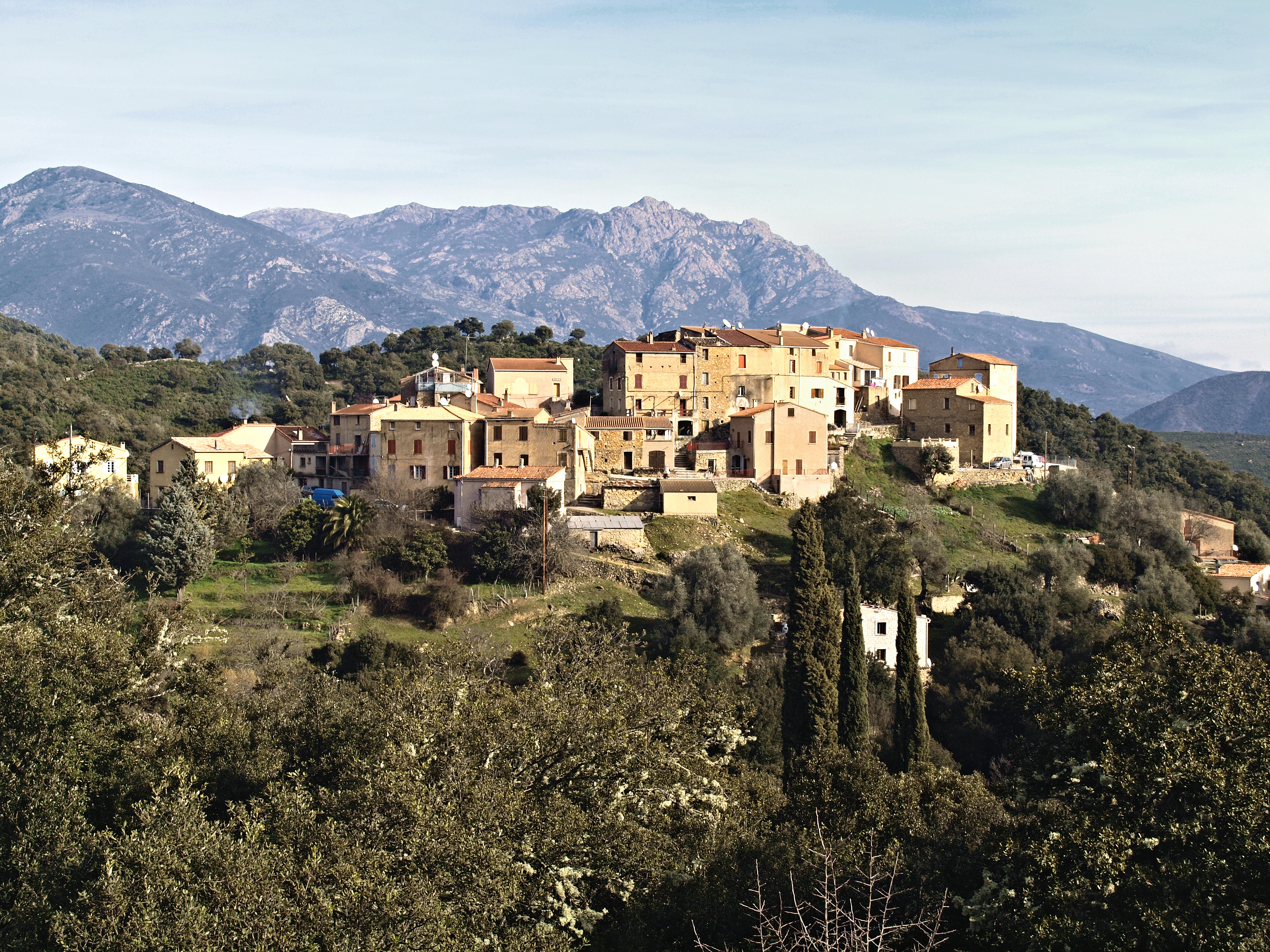
Пьедигриджо

В 2007 году среди 87 человек в трудоспособном возрасте (15—64 лет) 54 были экономически активными, 33 — неактивными (показатель активности — 62,1 %, в 1999 году было 56,1 %). Из 54 активных работали 48 человек (24 мужчины и 24 женщины), безработных было 6 (3 мужчины и 3 женщины). Среди 33 неактивных 11 человек были учениками или студентами, 12 — пенсионерами, 10 были неактивными по другим причинам.